# Beleg van Petropavlovsk

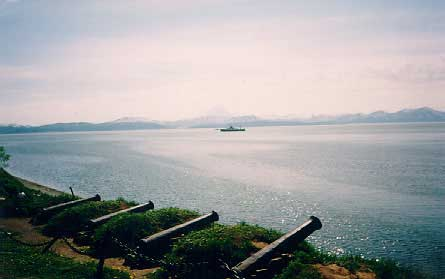
Kanonnen die werden gebruikt voor de verdediging van de stad

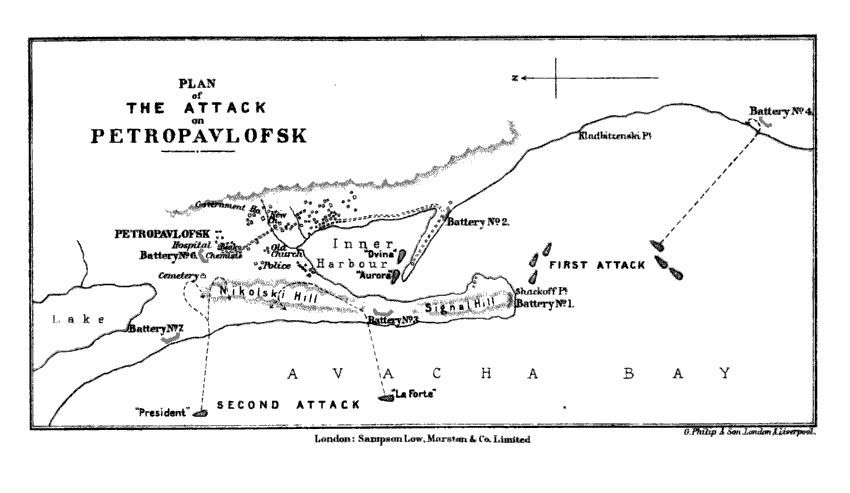
kaart van belegering en aanval

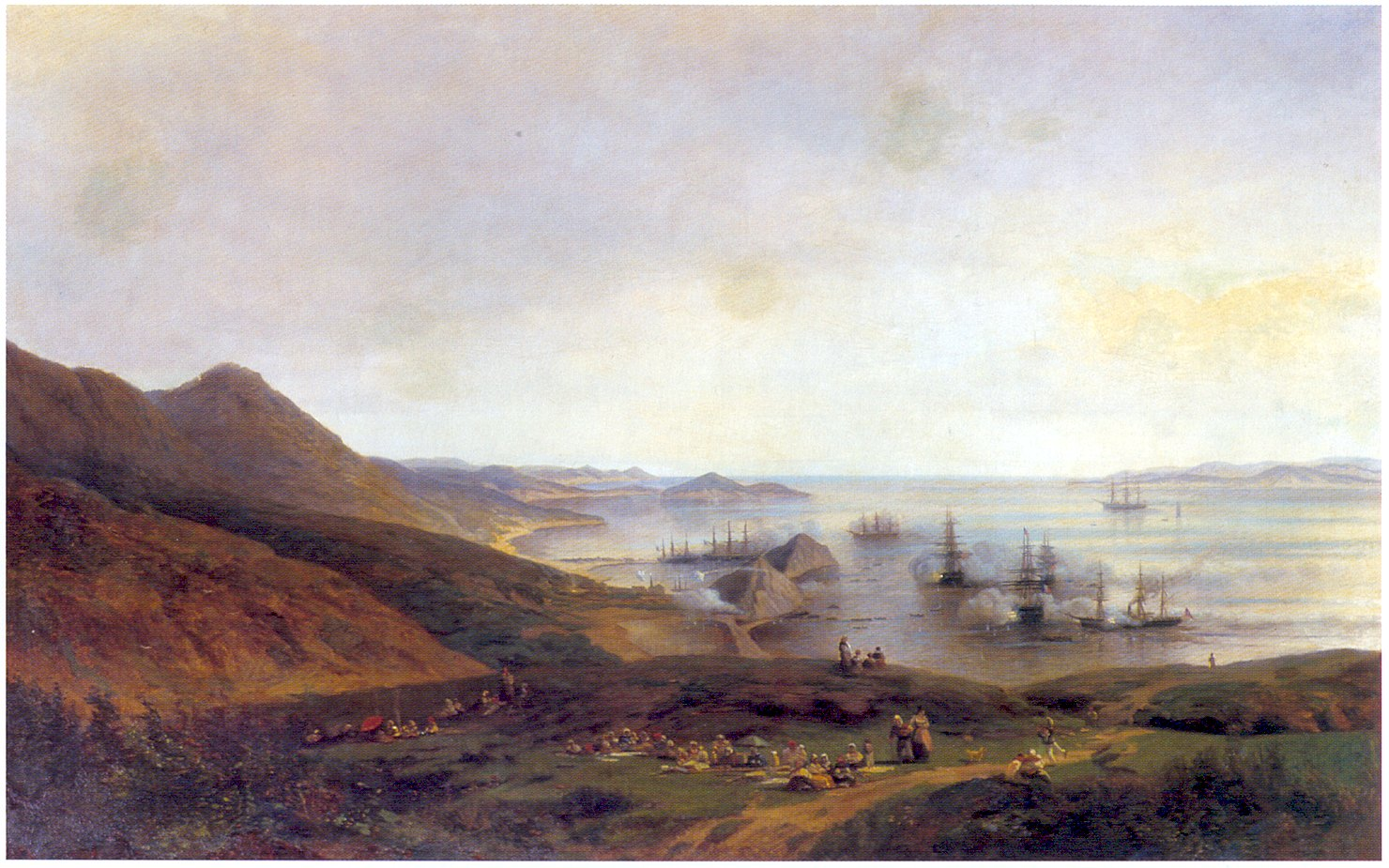
Beleg van Petropavlovsk

De Belegering van Petropavlovsk was de belangrijkste oorlogshandeling in het gebied van de Grote Oceaan tijdens de Krimoorlog. De belegering vond plaats rond de stad Petropavlovsk-Kamtsjatski aan de Avatsjabaai in het zuidwesten van het schiereiland Kamtsjatka in het Russische Verre Oosten.

## Voorgeschiedenis
Met name de Britten waren erop gebrand om de Russische invloed aan de Pacifische kust terug te dringen. Na een relatief eenvoudige overwinning in de Eerste Opiumoorlog (1839-1842), vermoedde men dat men ook de slecht verdedigde nederzettingen aan de Russisch-Pacifische kust gemakkelijk zou kunnen vernietigen. Er waren drie steden van belang, Petropavlovsk en Ochotsk in Rusland en Sitka in Alaska. 
In Engeland kon men echter geen weet hebben van de grote ontwikkelingen die zich hadden voorgedaan aan de noordkust van de Grote Oceaan. In het Russische Rijk werden alle bewegingen van de "Perfide Albion" argwanend in de gaten gehouden. Daar Groot-Brittannië in die tijd vijandig gezind was tegenover het Russische Rijk, vermoedde men reeds dat er iets stond te gebeuren. Al in de jaren 40 van de 19e eeuw begon men in het Verre Oosten zich zorgen te maken over de toekomst van de nederzettingen aldaar, met name van die op Kamtsjatka dat zeer afgelegen lag. Dit werd halverwege de jaren 40 gevoed door de plotselinge aanwezigheid van buitenlandse walvisjagers in de buurt van Russische havens en met name doordat er nabij de haven Engelse schepen verschenen, vaak onder de vlag van een ander land.

## Voorbereidingen
De net aangestelde gouverneur-generaal van oblast Amoer begon zich vanaf 1848 te verdiepen in hoe Petropavlovsk-Kamtsjatski het best kon worden verdedigd en besloot tot militaire versterkingen bij de haven. De stad kreeg ondertussen een nieuwe bestuurder, Vasili Zavojko. In mei 1854 kregen de bestuurders van de stad van de Russische consul in de Verenigde Staten berichten door over een ophanden zijnde aanval. In maart was echter al een vriendschappelijke brief gezonden door koning Kamehameha III van het koninkrijk Hawaï, waarin deze betrouwbare informatie gaf over een mogelijke aanval door de Fransen en de Britten. Zavojko waarschuwde daarop de stadsbevolking en verklaarde hun dat hij de stad weigerde op te geven.
Doordat de geallieerde mogendheden zelfverzekerd waren over de overwinning, werd er geen haast gemaakt met de aanval en kregen de Russen dus alle tijd om een stevige verdediging op te bouwen. Op 24 juli leverde het schip de Dvina 350 soldaten en een groot aantal wapens. Eind juli bestond de verdediging daardoor uit 920 man. De hele stadsbevolking (1600 mensen) werd ingezet en er werd dag en nacht gewerkt om de verdediging, bestaande uit onder andere 7 kustbatterijen, op orde te krijgen.

## Belegering
De belegering begon op 18 augustus 1854, toen een eskader van 2540 man geallieerden van drie Franse en Britse fregatten, waaronder de HMS Trincomalee; een korvet, een brik, het stoomschip Virago en nog drie schepen hun anker uitwierpen in de grote Avatsjabaai. Het eskader werd geleid door de Rear Admirals David Price en Auguste Fébvrier-Despointes en was bewapend met 218 kanonnen, tegenover 67 kanonnen voor de verdedigers van de belangrijkste stad van Kamtsjatka, Petropavlovsk. Price stuurde de Virago om de haven en verdedigingswerken te verkennen, zij merkten vier kleine batterijen op en het Fort Schakoff, bewapend met vijf zware kanonnen en flankerende batterijen bestaande uit 12 kanonnen van 36 pond. Price kwam de dag erna om het leven door een pistoolschot door zijn hart, het is niet vastgesteld of dit zelfmoord was of een ongeluk. Fébvrier-Despointes nam het bevel over.
Twee dagen later zetten de geallieerden 600 man troepen aan wal ten zuiden van de stad, maar deze raakten in een strijd verwikkeld met 230 man Kozakken van het garnizoen, die hen uiteindelijk op de aftocht joegen. Op 24 augustus probeerden 970 man geallieerde troepen het aan de oostzijde van de stad, maar zij werden eveneens op de aftocht gejaagd, ditmaal door 360 Kozakken. Drie dagen later kreeg het eskader het bevel om de Russische wateren te verlaten. De Britse schepen voeren naar Vancouver en de Franse naar San Francisco. De Russische verliezen werden geschat op 100 doden, terwijl de geallieerden vijf maal zoveel doden hadden te betreuren.

## Nageschiedenis
In april 1855 liet gouverneur-generaal Nikolaj Moeravjov, die zag dat er te weinig troepen en wapens waren, het fort evacueren om een nieuwe aanval voor te zijn. Deze kwam iets later. In mei 1855 was een geallieerde eenheid onder bevel van Rear Admiral Henry William Bruce daar aangekomen. Toen de geallieerden zagen dat de hele stad verlaten was, staken ze uit frustratie een aantal gebouwen in brand.